# Сенно
Сенно́ (бел. Сянно́) — город в Витебской области Беларуси. Административный центр Сенненского района.
Численность населения — 6 974 человек (на 1 января 2025 года).

## География
Расположен на южном берегу Сенненского озера в 58 км юго-западнее города Витебск и в 15 км северо-восточнее железнодорожной станции Бурбин (на ж/д линии Лепель — Орша).

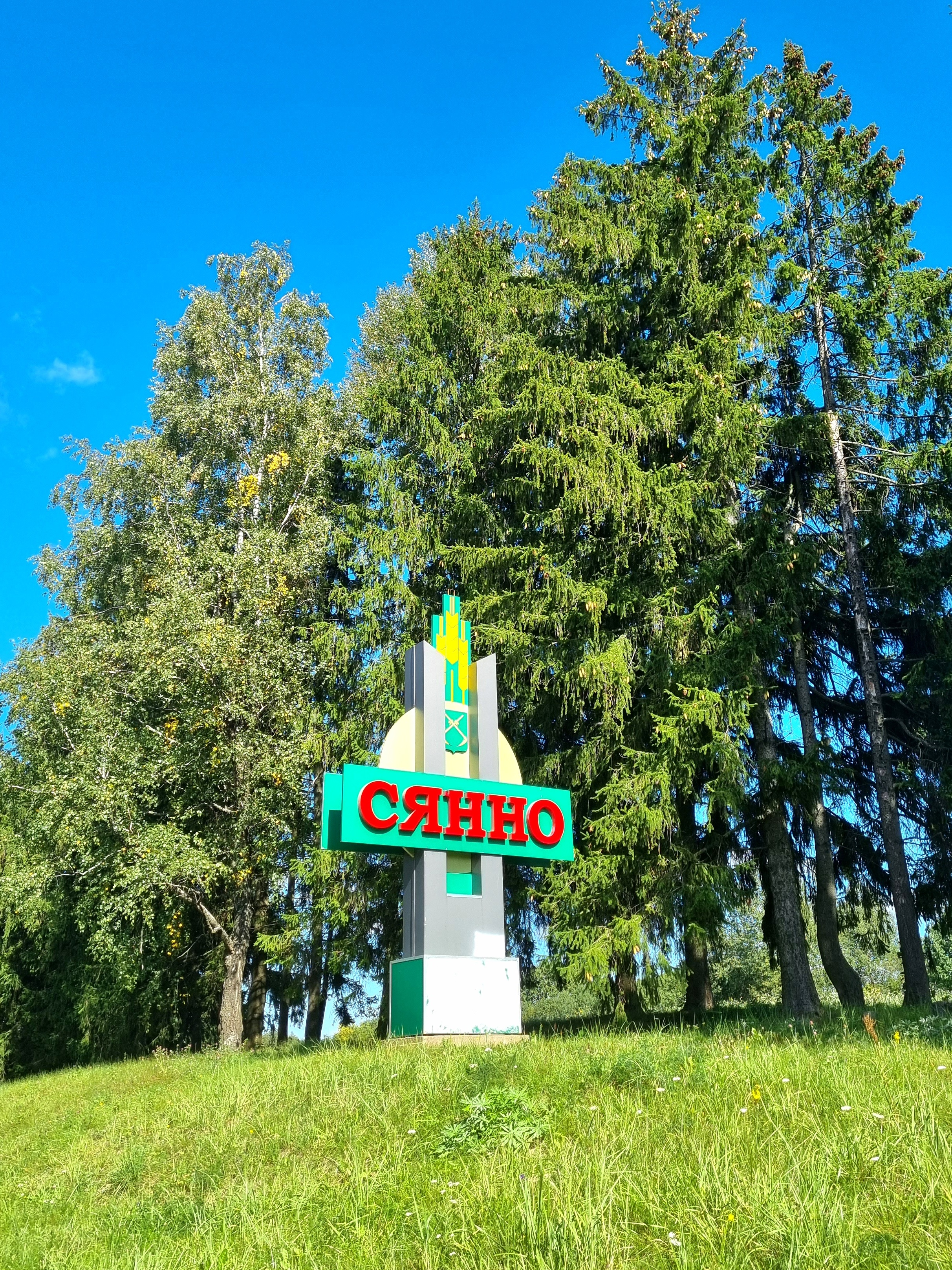
Въездная стела

Связан автомобильными дорогами с Богушевском, Чашниками, Бешенковичами, Толочином.

## Геральдика
Герб одобрен решением Сенненского районного исполнительного комитета от 24 октября 2002 года № 740. Учреждён Указом Президента Республики Беларусь от 20 января 2006 года № 36 и зарегистрирован в Государственном геральдическом регистре Республики Беларусь 6 февраля 2006 года № Б-74. 
Флаг утверждён решением Сенненского районного Совета депутатов от 20 июня 2008 года № 54. Учреждён Указом Президента Республики Беларусь от 2 июня 2009 года № 277 и зарегистрирован в Государственном геральдическом регистре Республики Беларусь 4 июня 2009 года № Б-165.

## История
Есть сведения о том, что село Сенно существовало уже в середине XV века. Некогда в этом месте проходили ярмарки, на которых шла торговля сеном, от которого, вероятно, и произошло название местечка. В то же время название Сенно может иметь и финно-угорское происхождение (в Эстонии есть деревня с названием Сянна, а также имеется ряд других топонимических параллелей).
Известно с 1534 года как имение Витебского повета Великого княжества Литовского. В 1542-1545 упоминается имение Сенно в судебных делах между его владельцами князем Видуницким-Любецким, пасынком Сенненским-Грибовским и плебаном оболецкого костела за наезды и грабежи последнего на землях имения. В 1595 году упоминаются имение, замок и местечко Сенно. Замок просуществовал до 18 века. Первое письменное упоминание о городе Сенно датируется 1442 годом. С 1-й половины XVII века принадлежало Сапегам, со 2-й половины XVIII века — Огинским.
С 1772 года в составе Российской империи, с 1773 года город в составе Оршанской провинции Могилёвской губернии (1773—1775 гг.), с 1777 года уездный город Могилёвской губернии, в составе Могилёвского наместничества (1778—1796), Белорусской губернии (1796—1802).
В 1860 году в Сенно произошёл пожар, который уничтожил почти все деревянные постройки в городе. В 1862 году Б. Кёне был разработан проект герба Сенно в соответствии с новыми правилами: в зелёном щите 2 золотые накрест положенные косы остриями вниз; в вольной части герб Могилёвской губернии; щит увенчан серебряной стенчатой короной, окружён золотыми колосьями, соединенными Александровской лентой.
В 1867 году на месте бывшей униатской церкви Ильи Пророка в Сенно возводится каменный православный Николаевский собор.
В 1883 году к Сенно проложена телеграфная линия, действовала почтовая станция. В 1904 году в Сенно действовало 10 промышленных и 6 ремесленных предприятий, типография, библиотека, 2 больницы.
По переписи населения 1897 года в городе жили 4100 жителей из них 2471 иудейского вероисповедания (60%).
С 1919 года Сенно в составе Витебской губернии РСФСР. С 1924 года Сенненский уезд был включен в состав Белорусской ССР, несколько позже преобразованный в район, границы которого менялись и приобрели нынешний вид в 1960-е годы. С 17 июля 1924 года Сенно центр района Витебского округа (с 1938 — Витебской области). В 1939 году в Сенно 4305 жителей (2805 белорусов, 1056 евреев, 327 русских, 51 украинец, 29 поляков), льнозавод, зоотехникум, гостиница, больница, кинотеатр.

### Во время Великой Отечественной войны
6 июля 1941 года Сенно был занят немецкими войсками. В тот же день войсками 20-й армии был нанесён контрудар и город освобождён.

В районе города проходило одно из крупнейших танковых сражений в начале Великой Отечественной войны (с двух сторон участвовало более 1500 танков).
Город был вновь захвачен 8 июля 1941 года немецкой 17-й танковой дивизией 47-го моторизованного корпуса 2-й танковой группы.

Немецкое командование включило Сенно в состав территории, административно отнесенной к тылу группы армий «Центр».
Всех евреев города нацисты согнали в гетто и уничтожили. По переписи 1939 года в Сенно жили 1056 евреев — 24,53 % от общего числа жителей.
Город был освобождён Красной армией 25 июня 1944 года.

### В составе Республики Беларусь
20 октября 1995 года административные единицы Сенненский район и город Сенно, имеющие общий административный центр, объединены в одну административную единицу — Сенненский район.
Указом Президента Республики Беларусь № 277 от 2 июня 2009 года утверждён флаг города Сенно и Сенненского района.
В 2025 году в связи с празднованием 80-й годовщины Победы советского народа в Великой Отечественной войне, а также в целях увековечивания подвига воинов Красной армии, трудящихся, партизан и подпольщиков Сенно награжден вымпелом «За мужнасць і стойкасць у гады Вялікай Айчыннай вайны» (Указ Президента Республики Беларусь от 8 апреля 2025 года № 144).

## Демография
Численность населения — 6 974 человек (на 1 января 2025 года).
В 2017 году в Сенно родилось 69 и умер 91 человек. Коэффициент рождаемости — 9,6 на 1000 человек (средний показатель по району — 9,7, по Витебской области — 9,6, по Республике Беларусь — 10,8), коэффициент смертности — 12,6 на 1000 человек (средний показатель по району — 22,2, по Витебской области — 14,4, по Республике Беларусь — 12,6).
| Численность населения:                                                                          |
| Графики недоступны из-за технических проблем. См. информацию на Фабрикаторе и на mediawiki.org. |

| Год         | 1939 | 1959  | 1970  | 1979  | 1989  | 2006  | 2016  | 2017  | 2018  | 2019  | 2023   | 2024 | 2025   |
| ----------- | ---- | ----- | ----- | ----- | ----- | ----- | ----- | ----- | ----- | ----- | ------ | ---- | ------ |
| Численность | 4305 | ▲5368 | ▼5239 | ▲6031 | ▲8991 | ▼8418 | ▼7385 | ▼7238 | ▼7165 | ▼7092 | ▲7 158 |      | ▼6 974 |

## Экономика
В Сенно находятся:
- Богушевское КУПБО «Престиж»
- Филиал «Сенненское дорожное ремонтно-строительное управление № 146» Коммунального проектно-ремонтно-строительного унитарного предприятия «Витебскоблдорстрой»
- Филиал «Дорожно-эксплуатационное управление № 38» республиканского унитарного предприятия автомобильных дорог «Витебскавтодор»
- Участок почтовой связи Сенно объединенного цеха почтовой связи
- Сенненский узел электросвязи Оршанского зонального узла электросвязи Витебского филиала РУП «Белтелеком»
- Сенненский филиал Витебского областного потребительского общества

## Транспорт
Через Сенно проходят республиканские дороги: Р25 (Витебск — Сенно), Р86 (трасса М8 — Богушевск — Мядель) и Р113 (Сенно — Ушачи).
Городские и пригородные пассажирские перевозки осуществляет Филиал «АТП № 20 г. Сенно» ОАО «Витебскоблавтотранс».
Железнодорожного сообщения в Сенно нет.

## Культура и досуг
- Сенненский историко-краеведческий музей
- Районный центр культуры и народного творчества
- Сенненский Дом ремёсел
- Канатная дорога в парке 40-летия Победы

В 2023 году постановлением Министерства культуры Республики Беларусь от 30 мая 2023 года № 80 статус нематериальной историко-культурной ценности присвоен элементу «Культура белорусской дуды на Витебщине» в г. Сенно —  Историко-культурная ценность Республики Беларусь, .

## События и мероприятия
- В 2016 году прошёл областной фестиваль "Дажынкi"

## Достопримечательности и памятные места

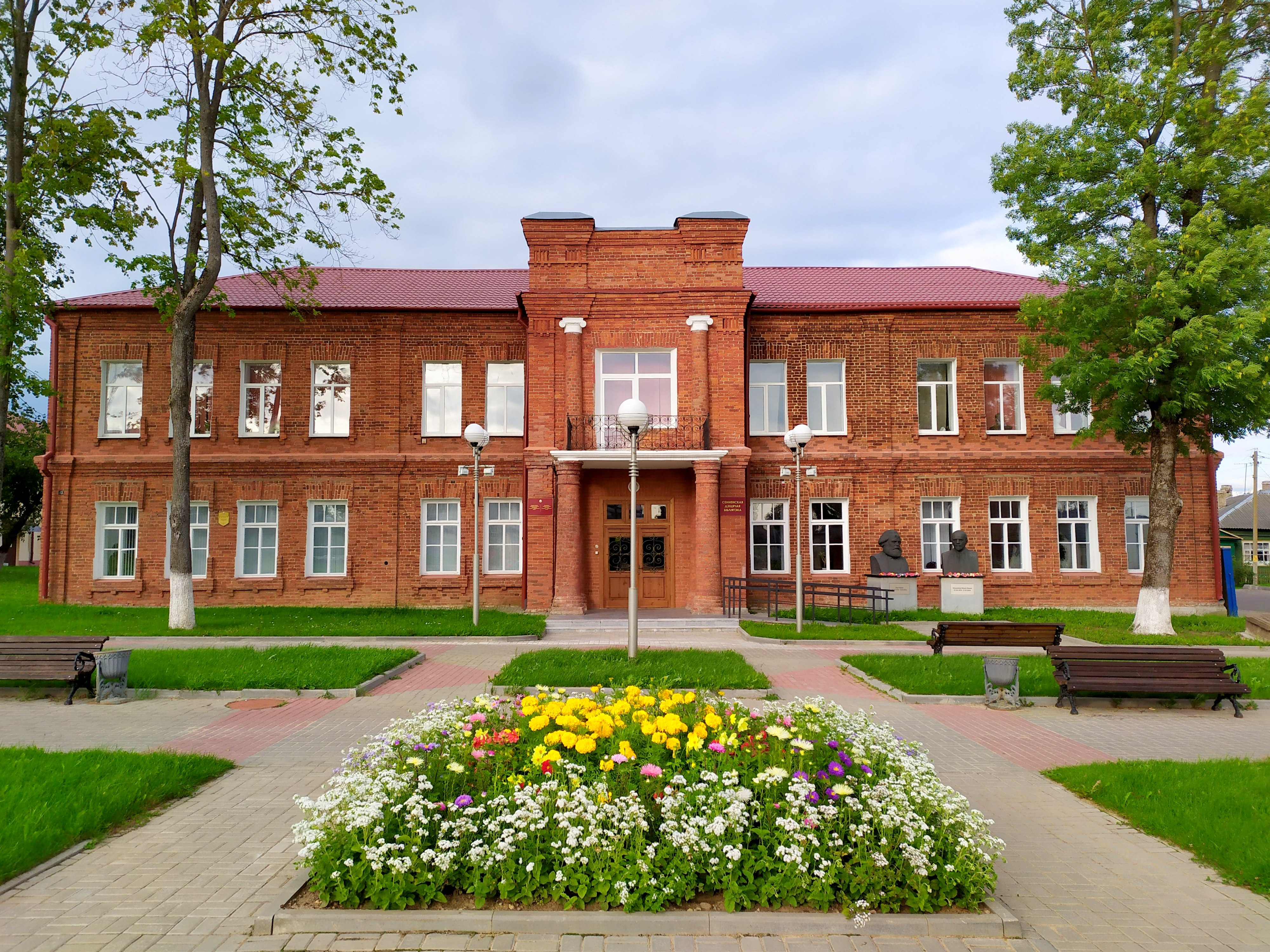
Сенненский историко-краеведческий музей

- Сенненский историко-краеведческий музей (Здание бывшей земской управы, 1910 год) —  Историко-культурная ценность Республики Беларусь, шифр 212Г000882
- Бывшее здание 8-го казённого винного склада (1911 г.)
- Бывшее здание первой пожарной части (1913 г.)
- Бывшее здание первой электростанции (нач. XX в.)
- Бывшее здание паровой мельницы (конец XIX — нач. XX вв.)
- Жилой корпус бывшего монастыря францисканцев (1772 год)
- Православная церковь Святого Николая (после 1990 года)
- Костёл Пресвятой Троицы, восстановленный в 2010-е годы в упрощённом виде
- Дом конца XIX — нач. XX вв.
- Дом (в фотоателье в 1920-1930-х гг. работал фотограф Гончаров) XIX — нач. XX вв.
- Кладбище еврейское (XIX в.)
- Братские могилы советских воинов и партизан
- Братская могила, в парке имени 40-летия ВЛКСМ —  Историко-культурная ценность Республики Беларусь, шифр 213Д000735
- Братская могила, в сквере, ул. К. Маркса —  Историко-культурная ценность Республики Беларусь, шифр 213Д000736
- Около Сенно — городище железного века (местное название «Городок»)[10]
- Солдатская горка
- Парк Трёх Героев
- Криница «Капличка», являющаяся памятником природы
- Криница Святого Владимира
- Воинский мемориал
- Аллея Героев

### Памятник, скульптура
- Памятник-бюст В. И. Ленину. Около здания музея.
- Памятник-бюст К. Марксу. Около здания музея.
- Памятный знак «Родны край» в честь автора орнамента на Государственном флаге Республики Беларусь М. С. Маркевич (2015 год).
- 2 мемориальных самолёта – Су-24М и Су-27. Самолёты установлены в парке Трёх Героев и являются частью экспозиции военной техники, созданной к областным «Дажынкам-2016».
- Памятный знак «Боль» жертвам гетто, действовавшего в райцентре во время Великой Отечественной войны с сентября по декабрь 1941 года. Открыт в  июле 2019 года в предместье Сенно.
- Памятный знак и музейная экспозиция, посвященная жертвам геноцида 1941–1944 годов. Открыты в 2023 году около Дома ремесел. Экспозиция размещена в подвале здания, где, по воспоминаниям местных жителей, в годы оккупации располагалась разведывательно-диверсионная школа, а в цокольном этаже — тюрьма.

### Утраченное наследие
- Сенненский замок (XVI—XVIII века).
- Административное здание (казначейство) нач. XIX в. — угол улиц Октябрьской и К. Маркса
- Монастырь францисканцев (1772).

- Свято-Покровская церковь (1860).
- Свято-Николаевский собор.
- Униатской церкви Ильи Пророка.

## Галерея

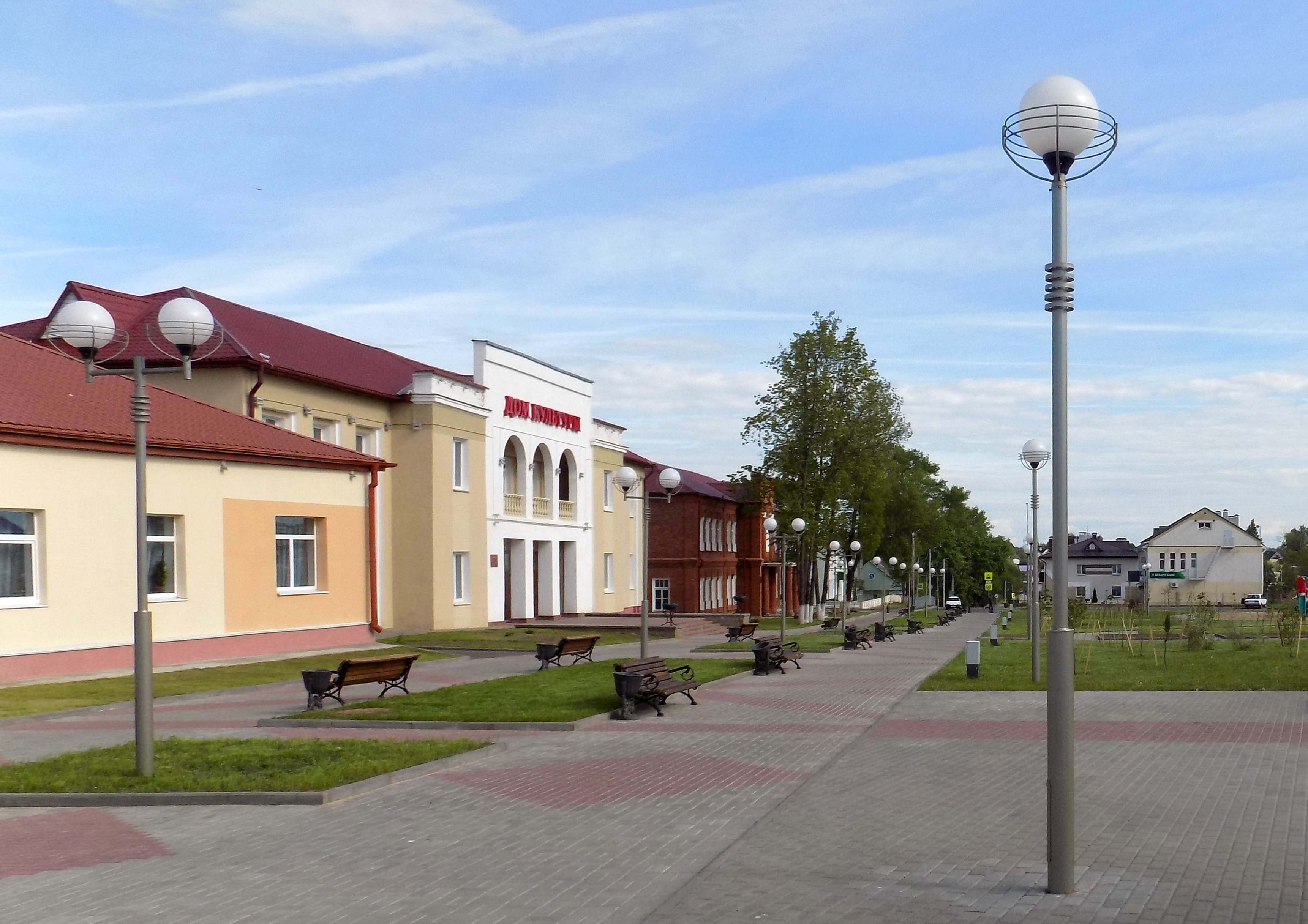
Сенно. Центр города
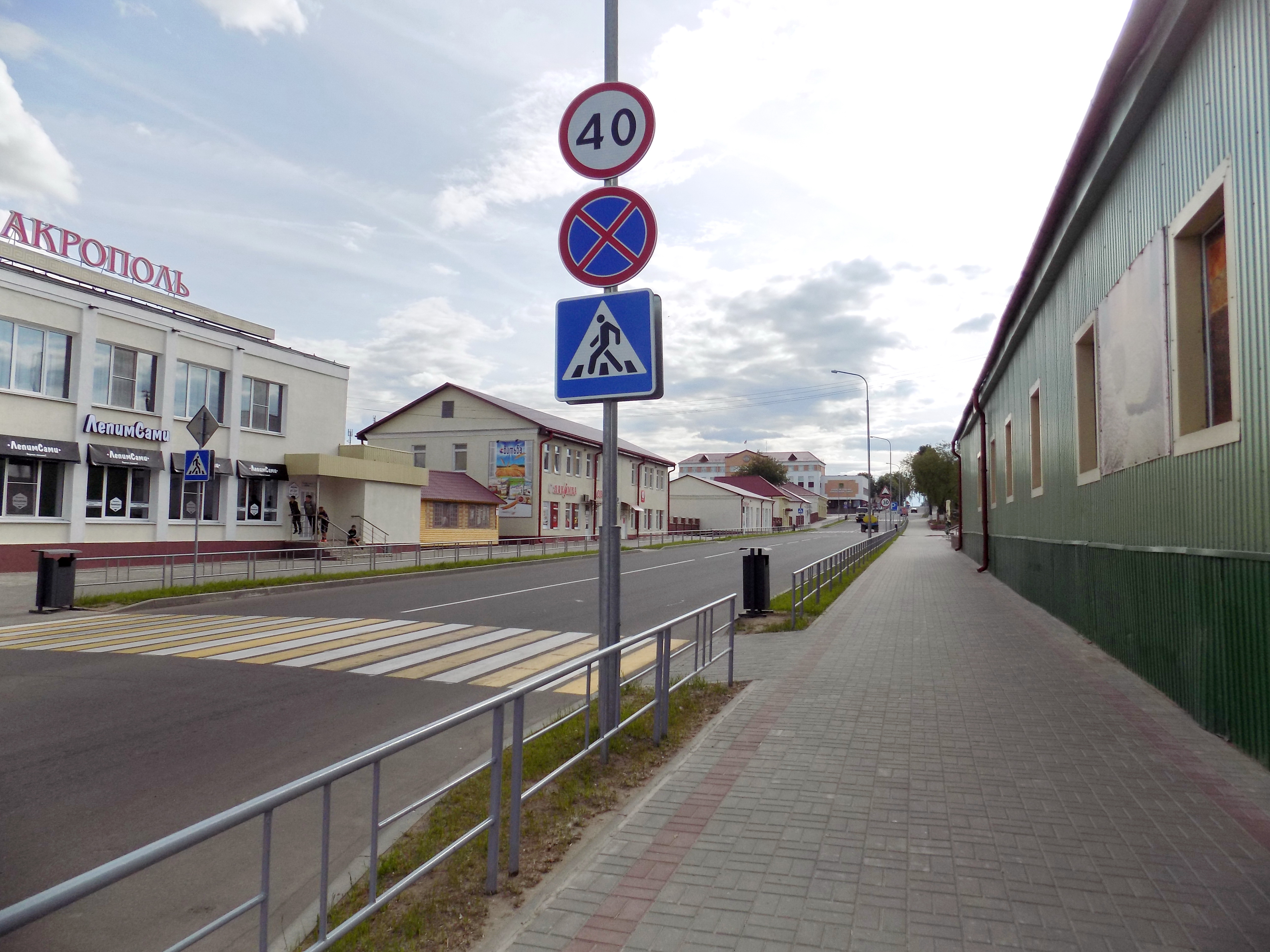
На улице в центре города
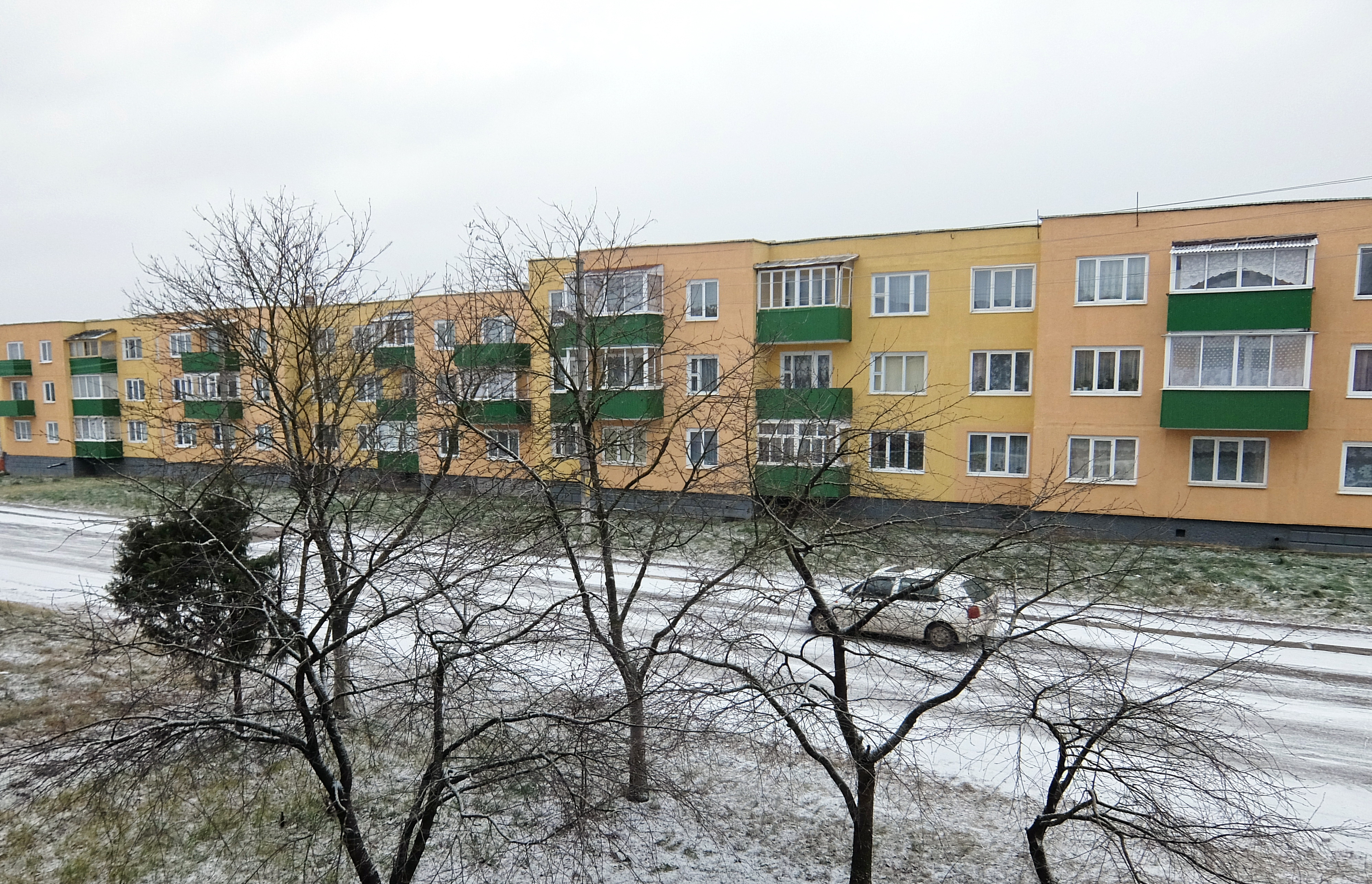
Зима в городе
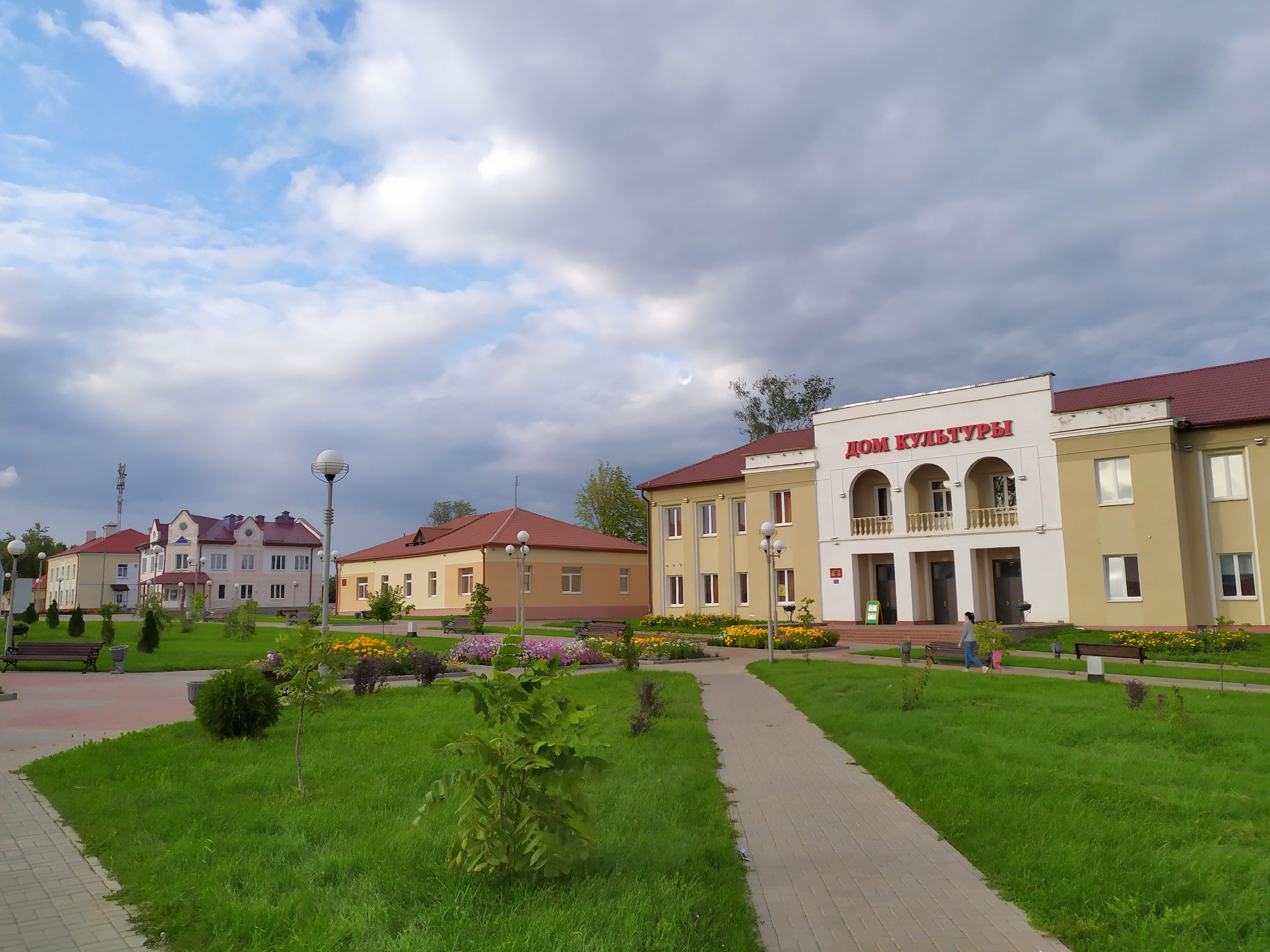
Дом культуры
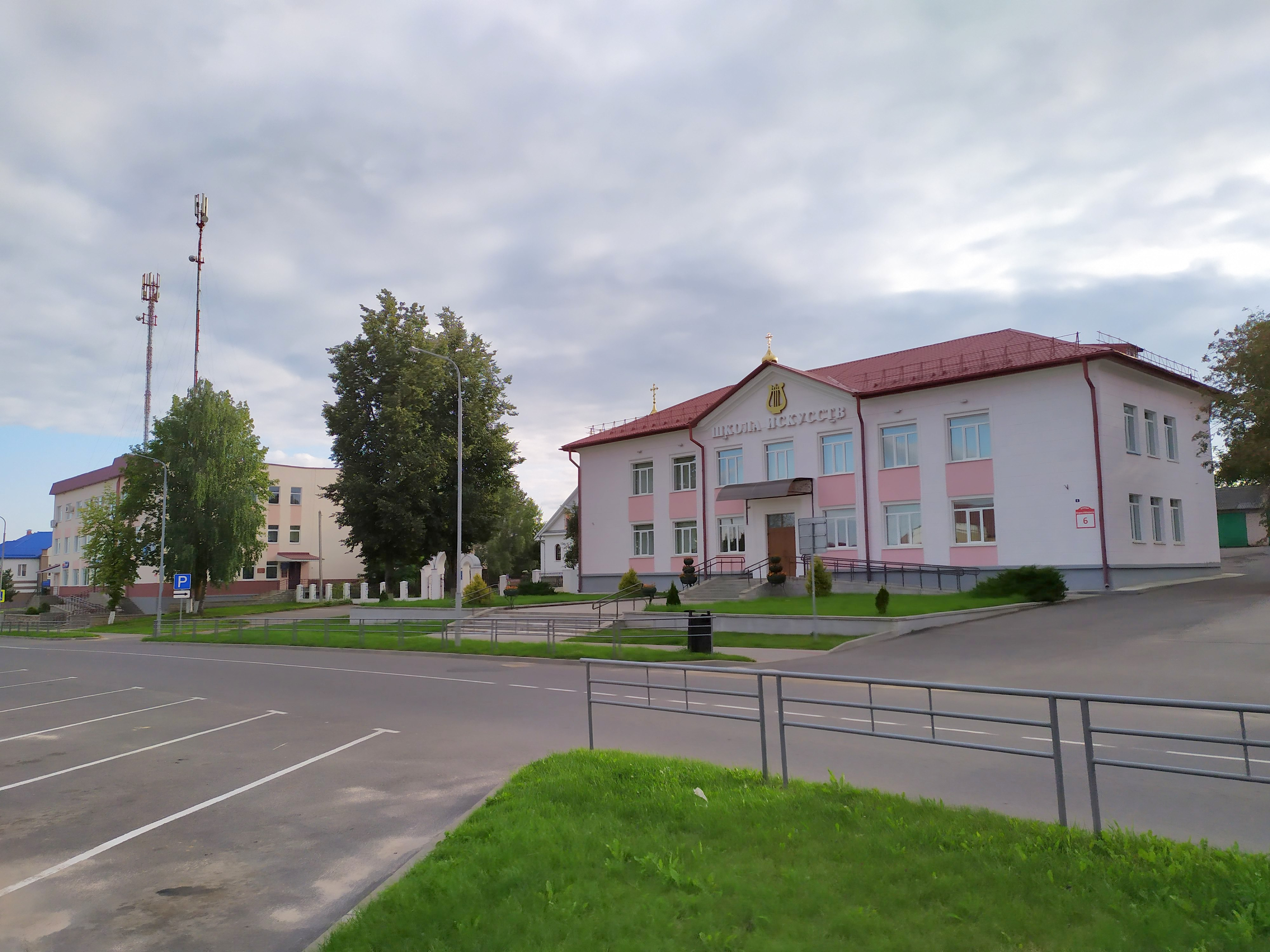
Школа искусств
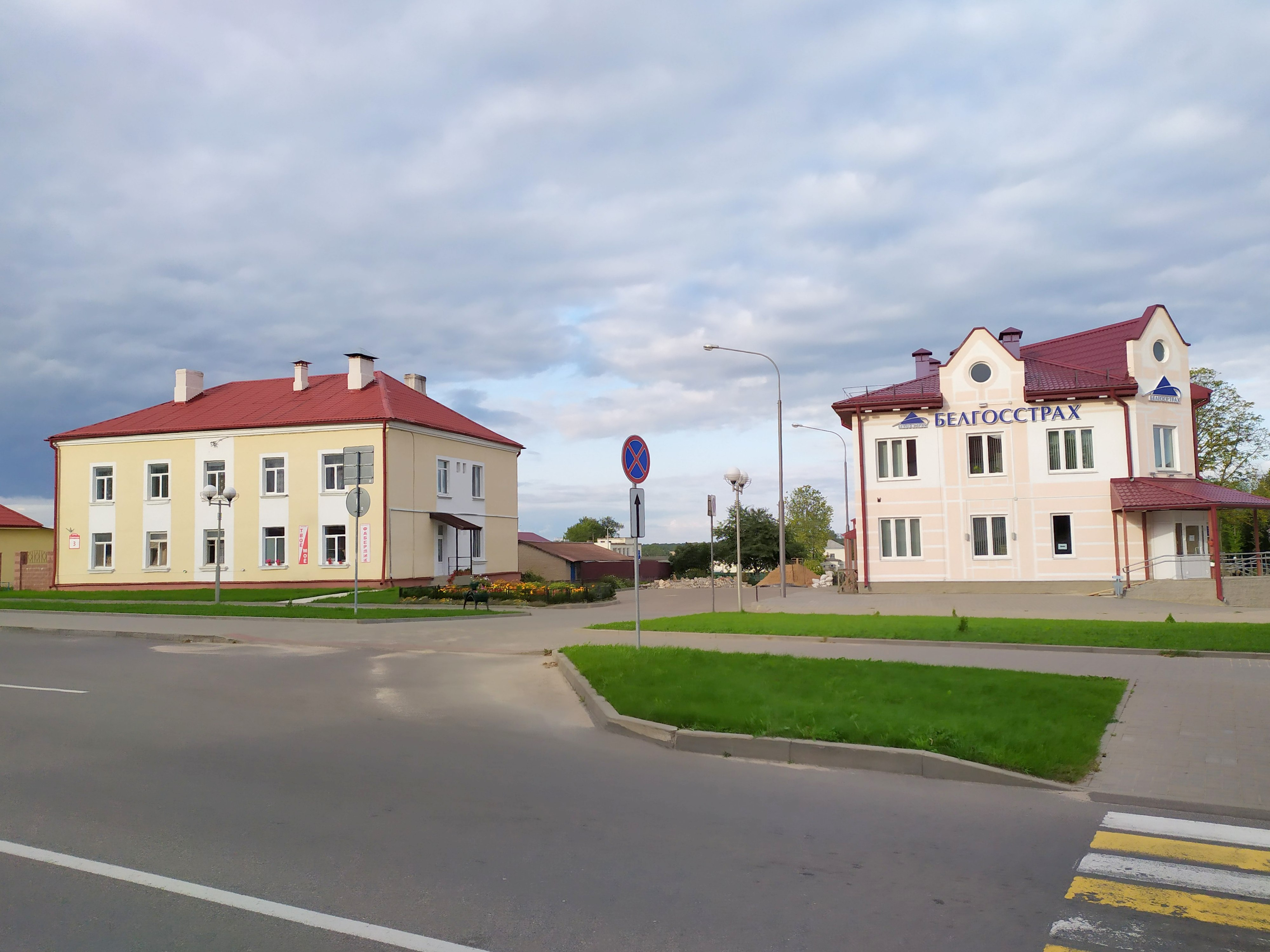
Панорама
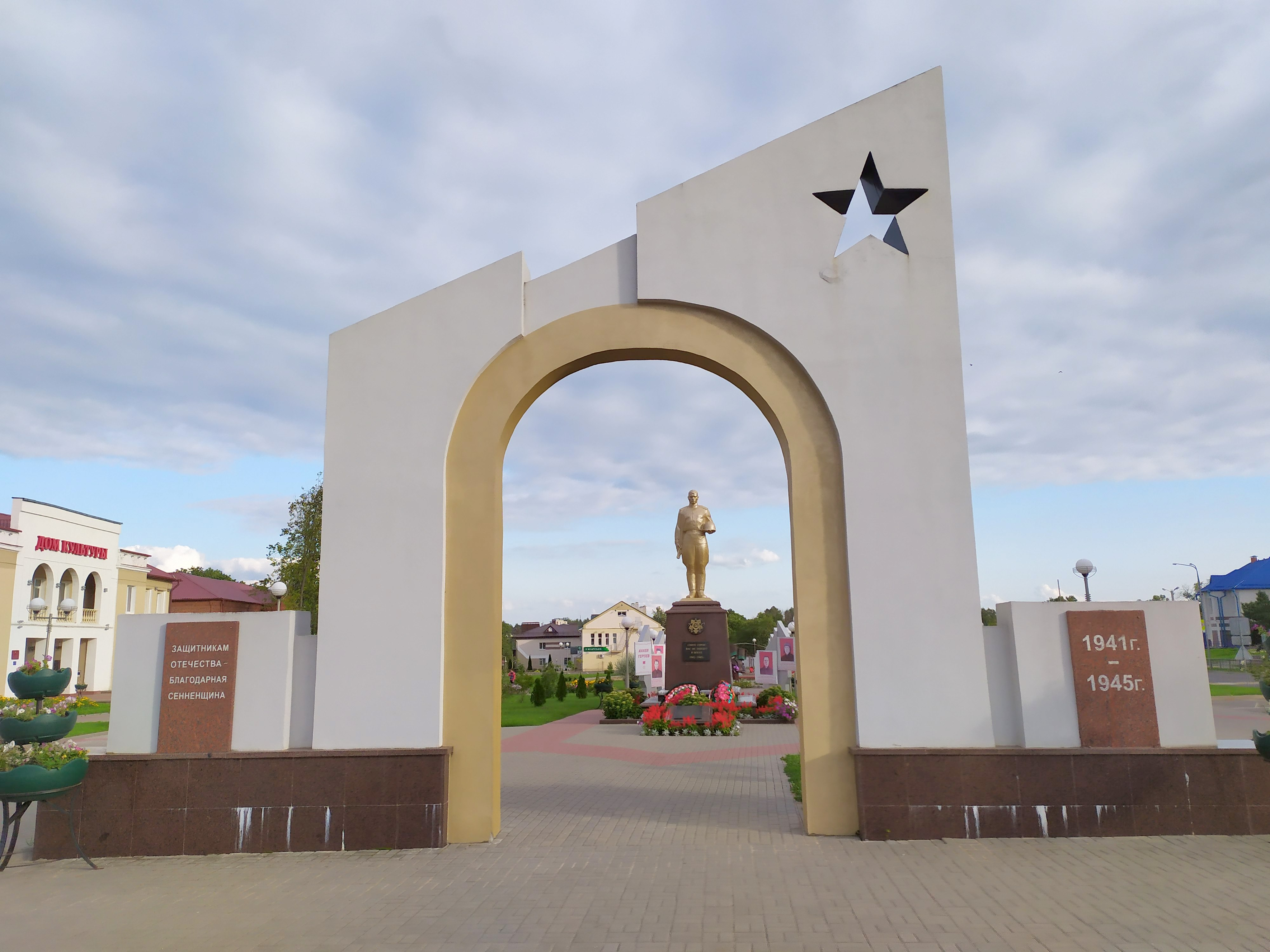
Воинский мемориал
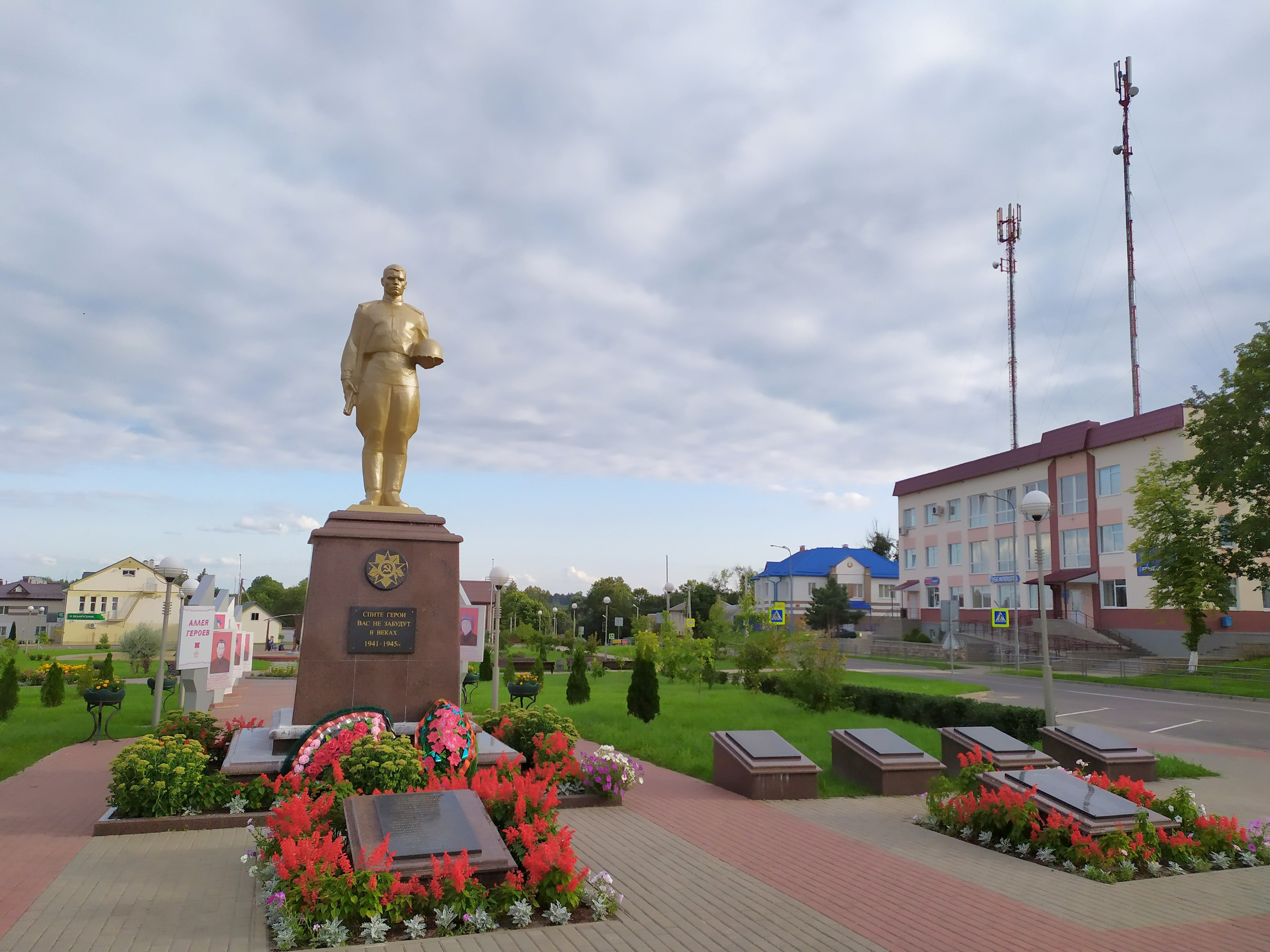
Воинский мемориал
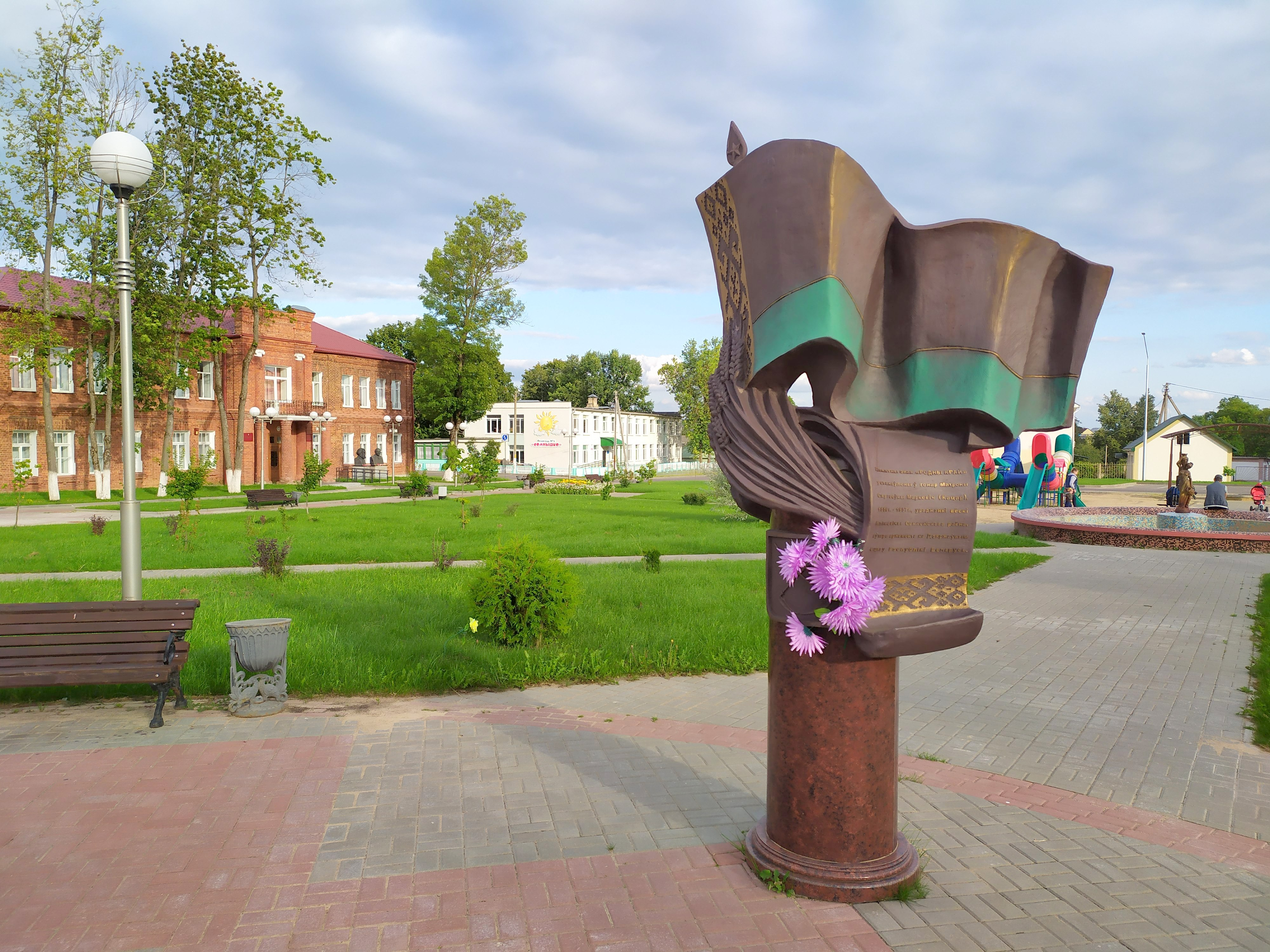
Памятный знак «Родны край»
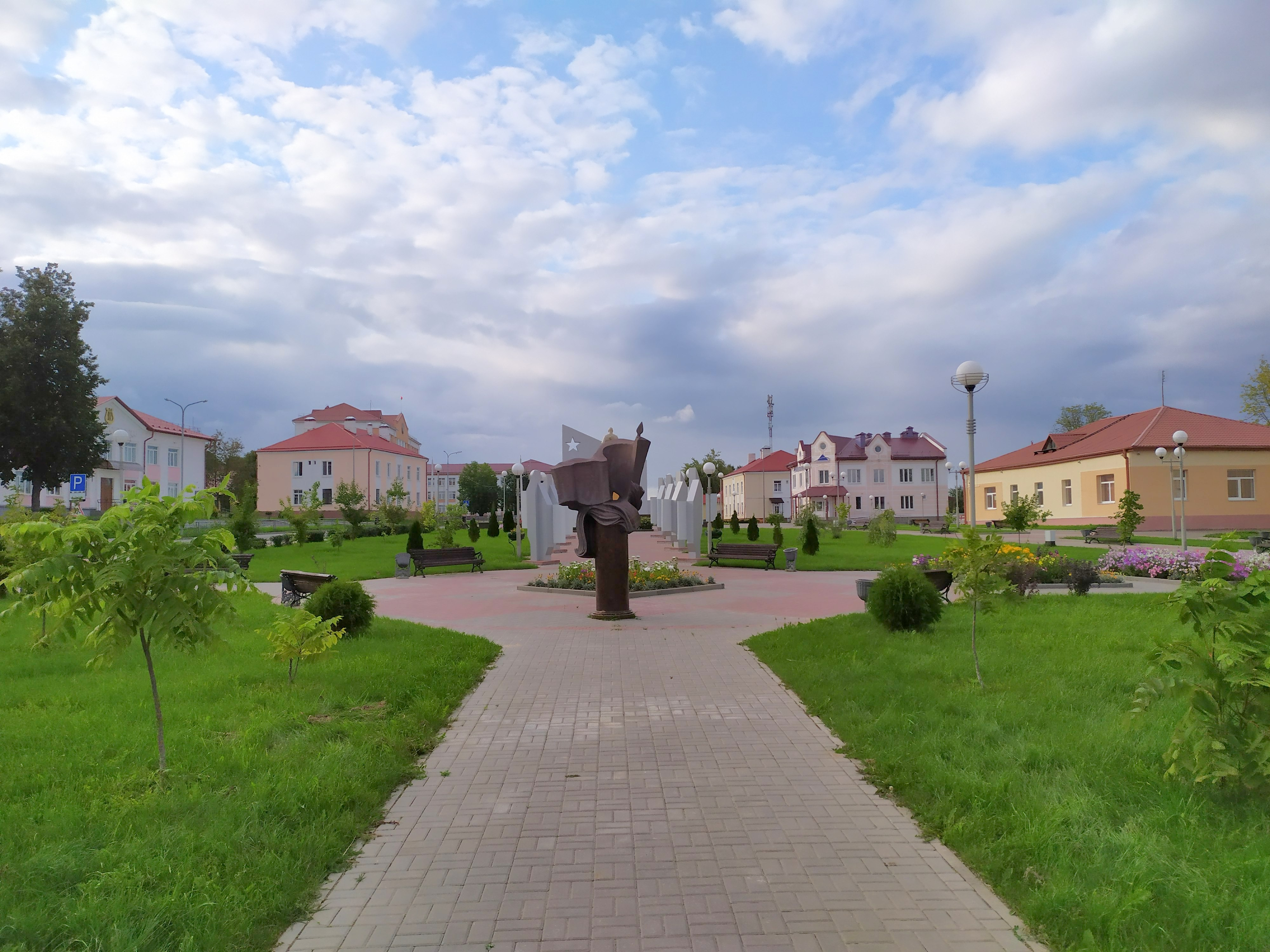
Панорама
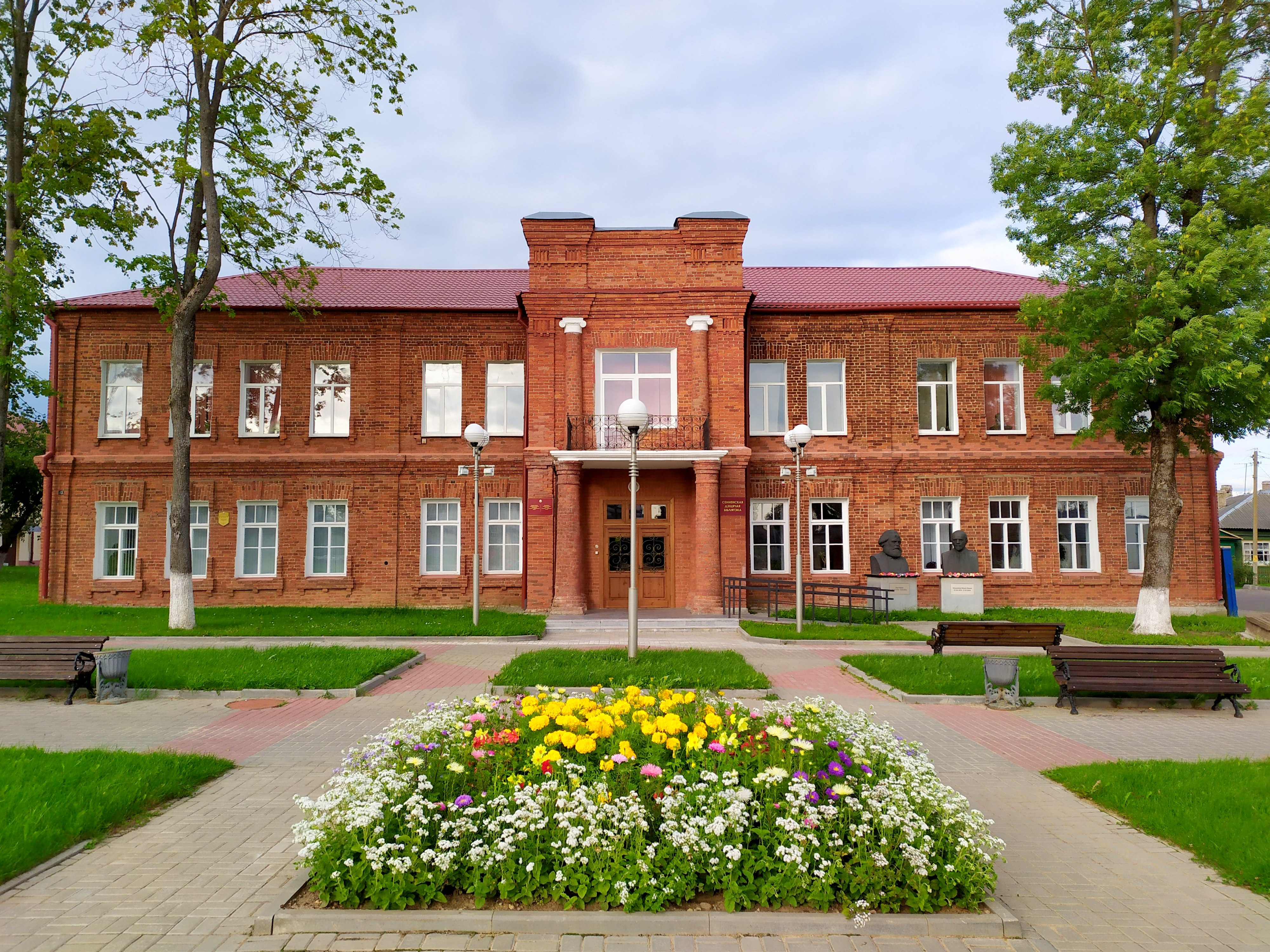
Музей
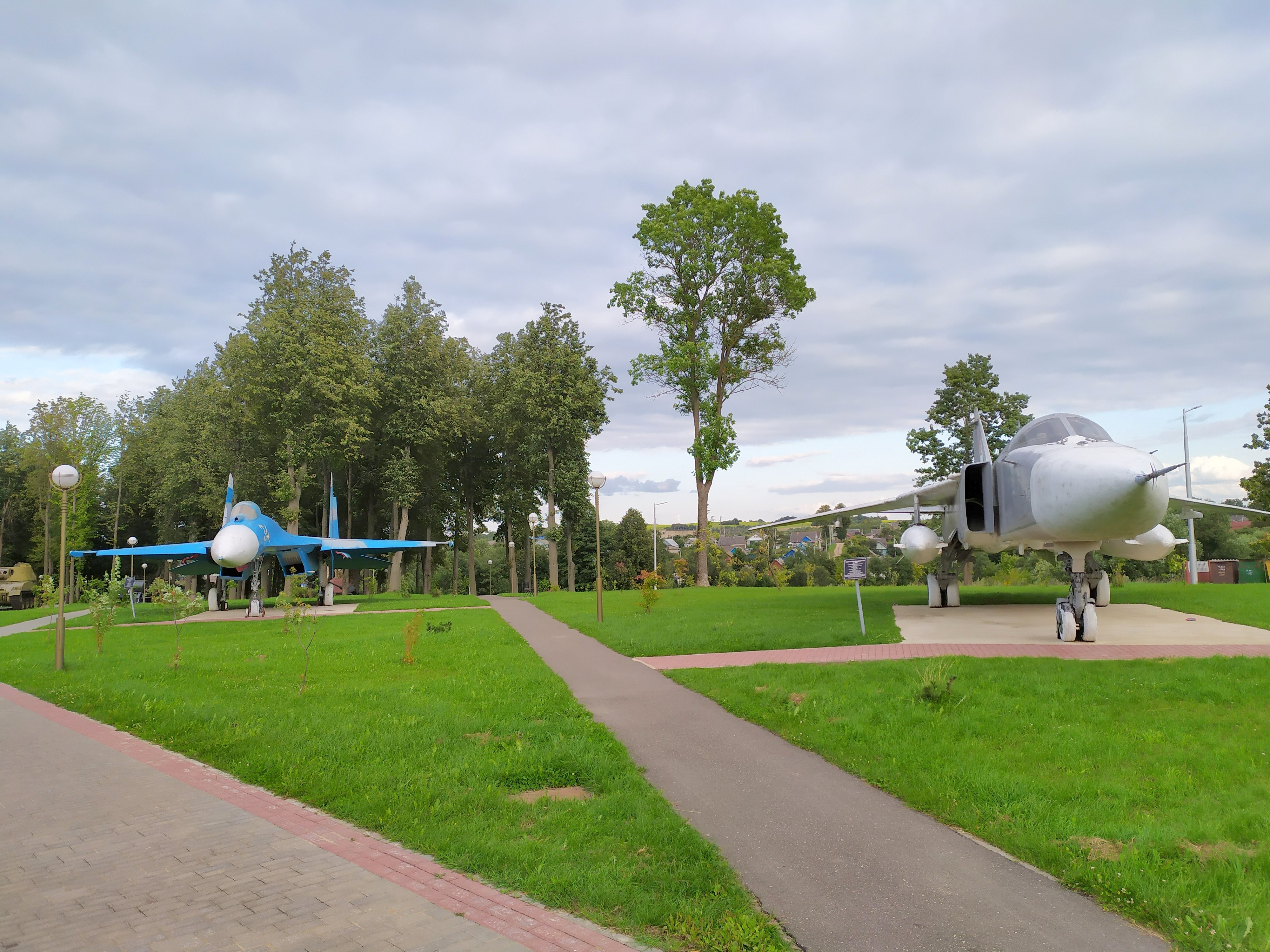
Мемориальные самолёты
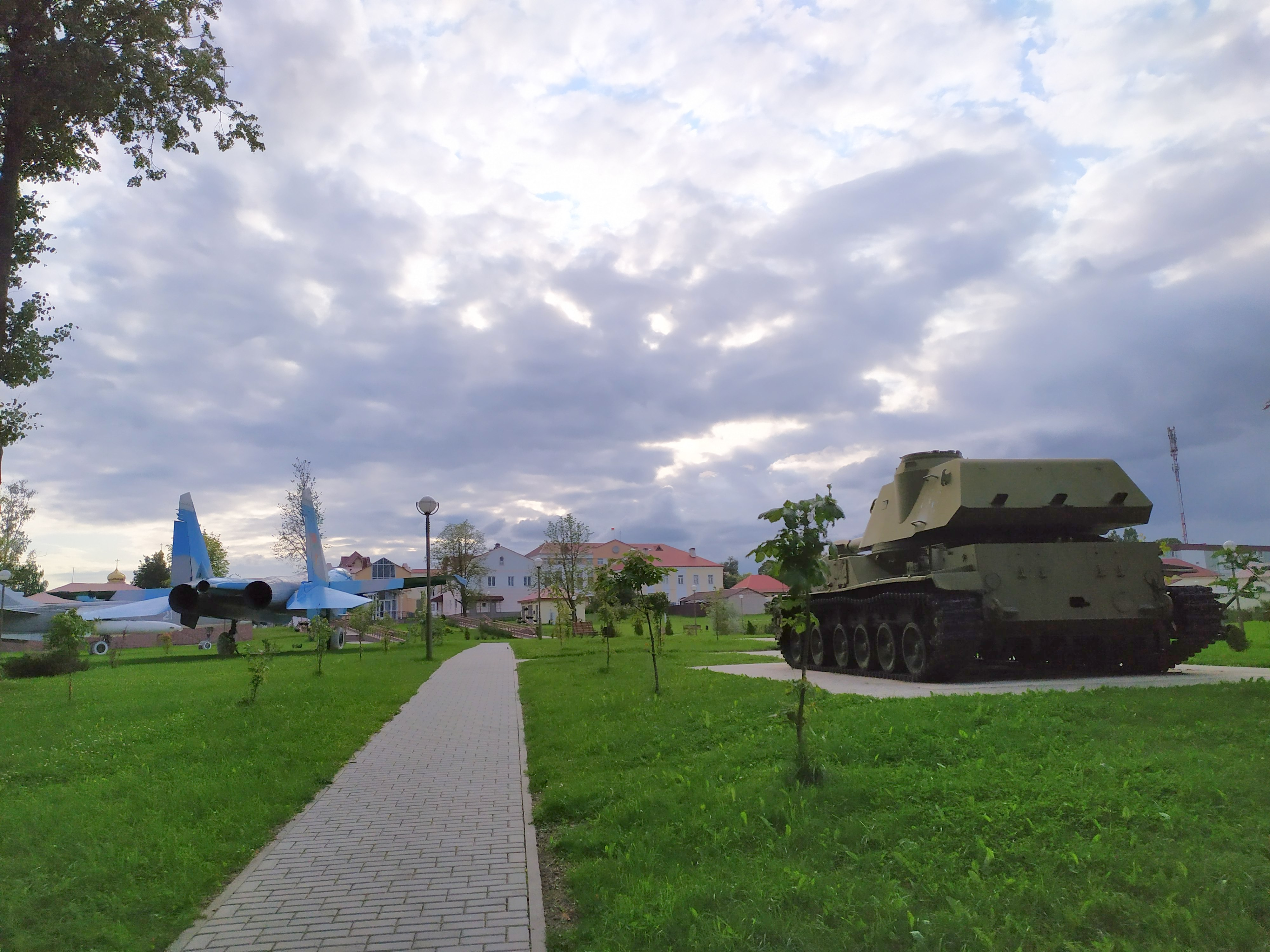
Памятники
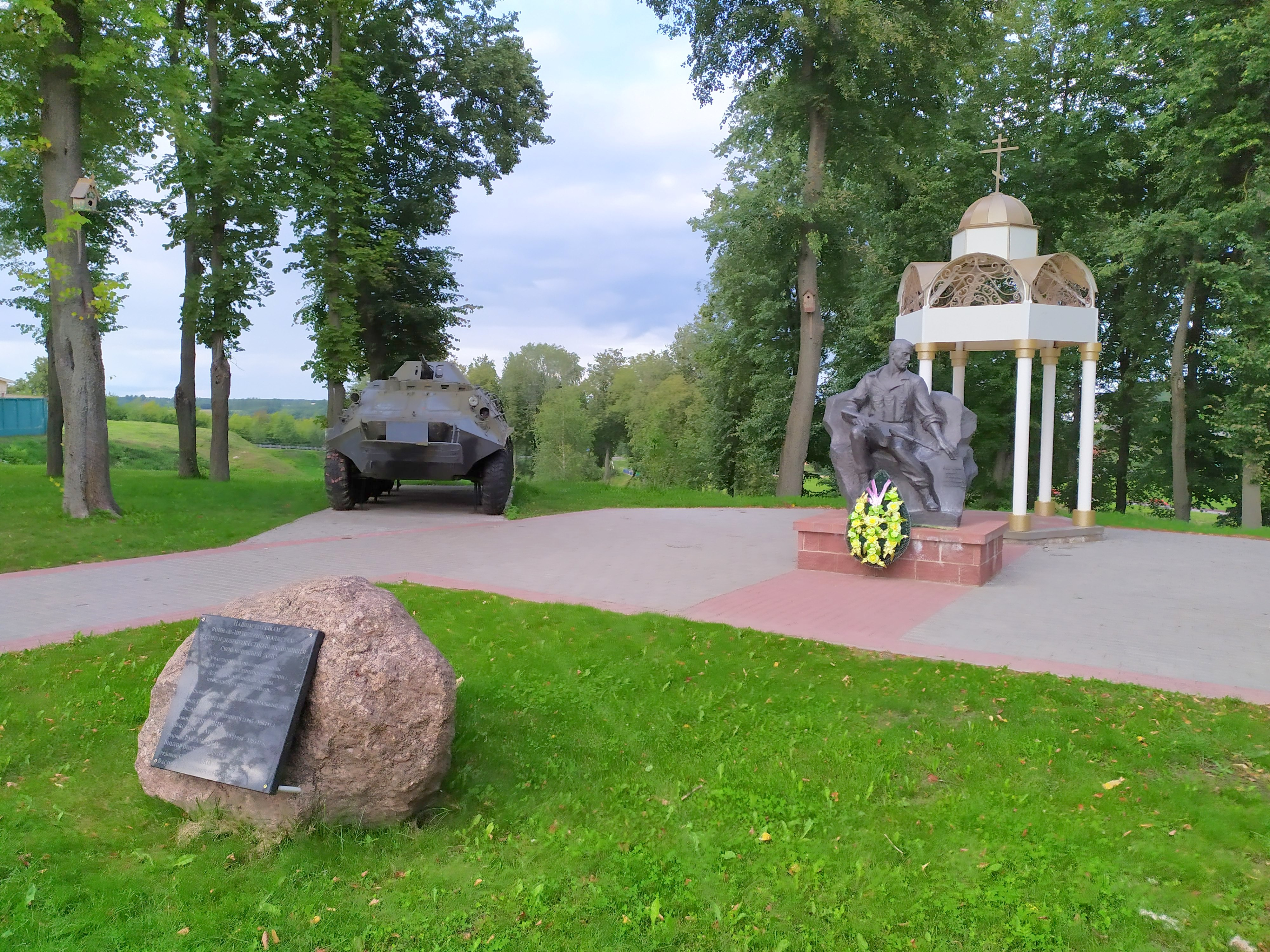
Памятники
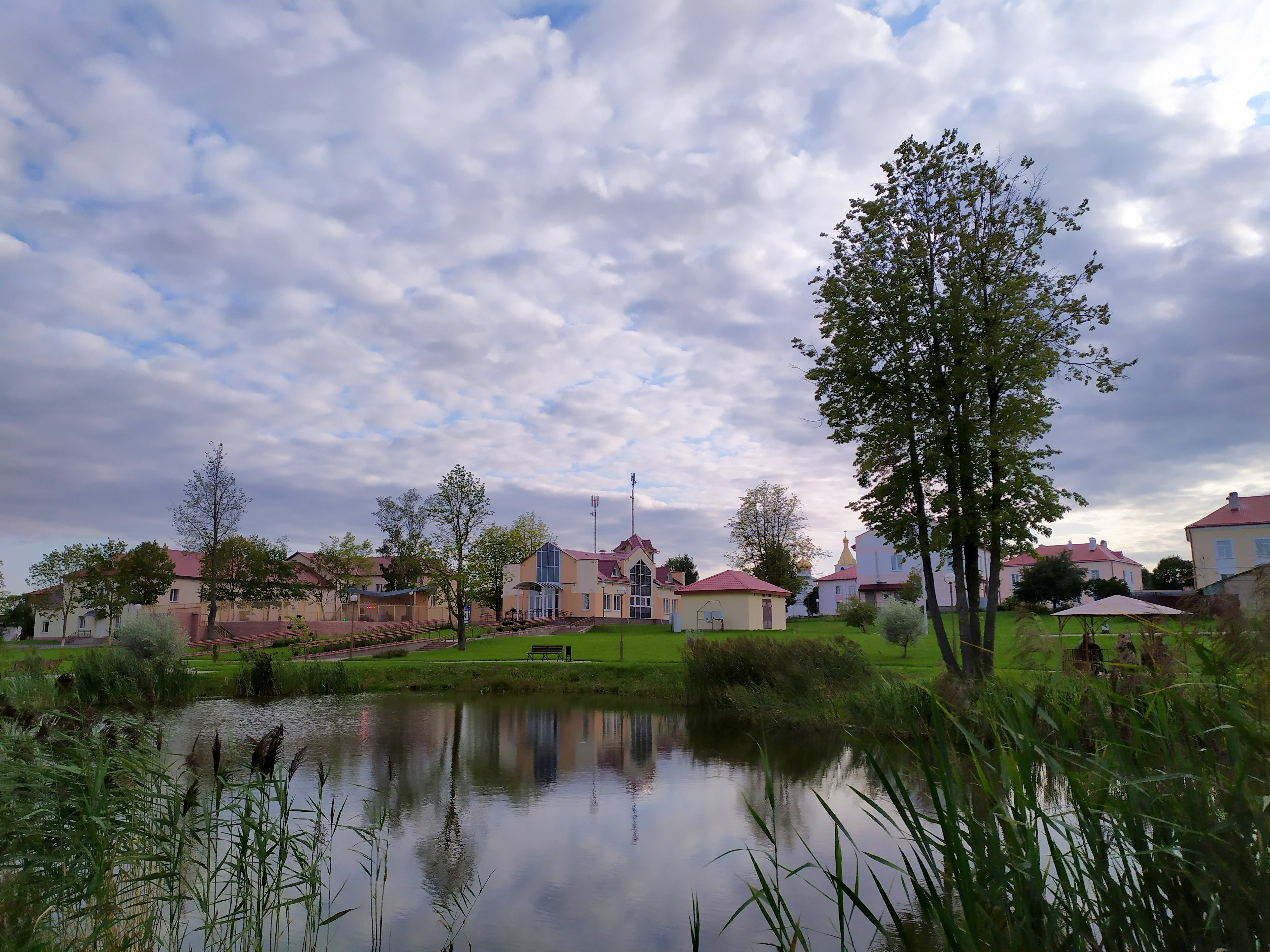
Панорама
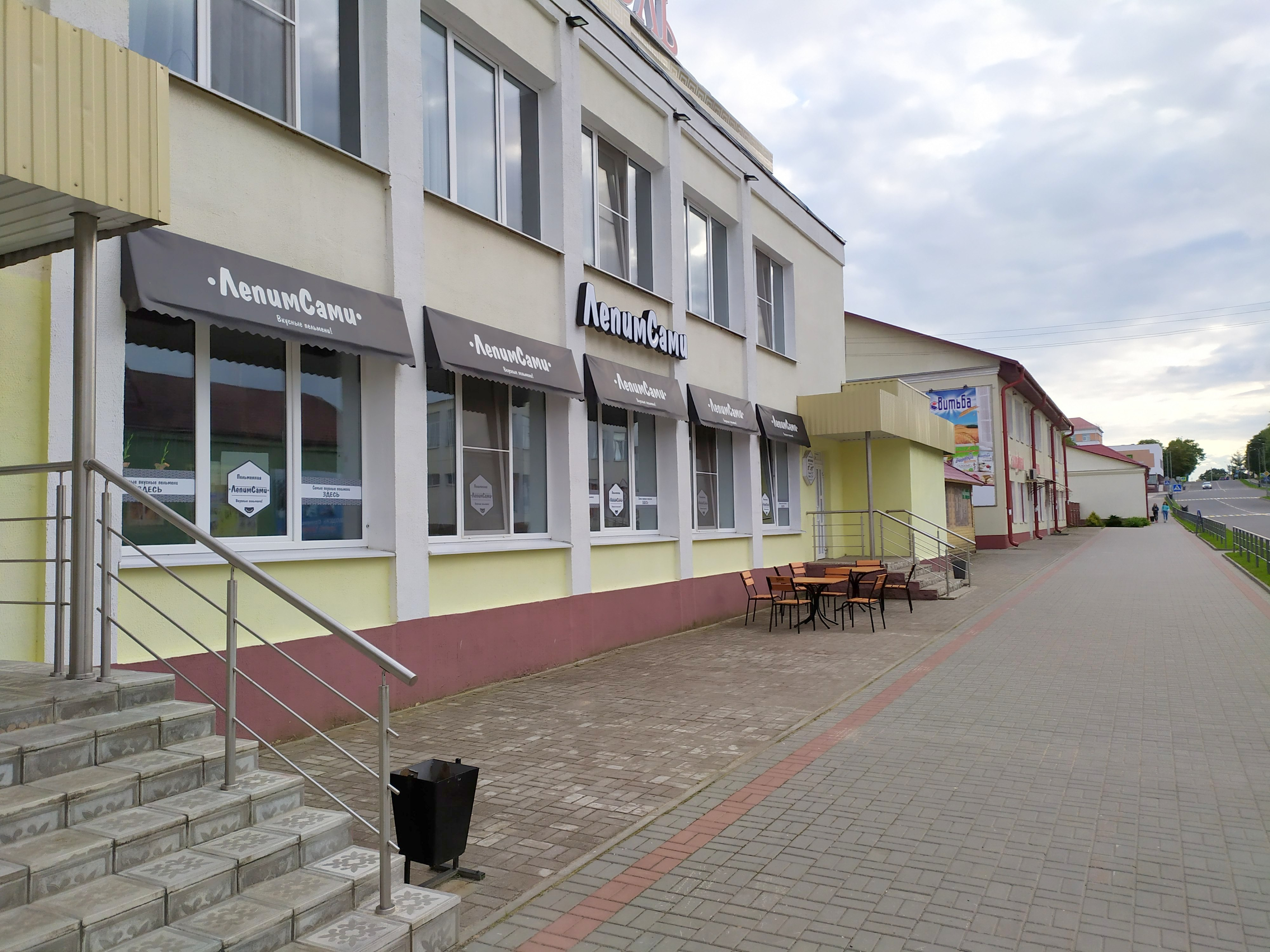
Панорама

## Известные уроженцы, жители
В 1775 году проживал лекарь в г. Сенно Могилёвской губернии Егор Фёдорович Раппе (? — ок. 1810) — российский врач немецкого происхождения, доктор медицины, надворный советник.